# Amsterdamsestraatweg 37 (Baarn)
De villa aan de Amsterdamsestraatweg 37 is een gemeentelijk monument in Baarn in de provincie Utrecht. Het huis staat in het Wilhelminapark dat onderdeel is van rijksbeschermd dorpsgezicht Prins Hendrikpark e.o.

## Oorsprong
De villa aan de Amsterdamsestraatweg is in 1908 gebouwd naar een ontwerp van C. Sweris, destijds architect en makelaar te Baarn. De villa bestaat uit een eclectische stijlmengeling met overwegend elementen uit de neorenaissance en enkele elementen ontleend aan de jugendstil. Opvallend detail van de woning is het torentje.

## Bewoning
De villa aan de Amsterdamsestraatweg heeft thans een kantoorbestemming.